# Kohler Range
Die Kohler Range ist ein 60 km langer Gebirgszug im westantarktischen Marie-Byrd-Land. Sie ragt zwischen der Basis der Martin-Halbinsel und dem Smith-Gletscher auf. Das Gebirge besteht aus zwei vereisten Plateaus, aus denen mehrere Gipfel und Kliffs aufragen. Die Plateaus haben eine ostwestliche Ausrichtung und werden vom Kohler-Gletscher voneinander getrennt.
Der US-amerikanische Polarforscher Richard Evelyn Byrd entdeckte das Gebirge bei einem Überflug am 24. Februar 1940 im Zuge der United States Antarctic Service Expedition (1939–1941). Byrd benannte es nach dem US-amerikanischen Unternehmer Walter Kohler Sr. (1875–1940), vormaliger Gouverneur von Wisconsin, der bei der Ausstattung von Byrds Flugzeug behilflich war und zuvor die zweite Antarktisexpedition Byrds (1933–1935) finanziell unterstützt hatte.